# Anoreina
Anoreina es un género de escarabajos longicornios de la tribu Acanthoderini. Fue descrito por Henry Walter Bates en 1861.

## Especies
- Anoreina ayri Martins & Galileo, 2008
- Anoreina biannulata (Bates, 1866)
- Anoreina helenae Machado & Monne, 2011
- Anoreina hirsutifrons Tavakilian & Néouze, 2013
- Anoreina nana (Bates, 1861)
- Anoreina piara Martins & Galileo, 2008
- Anoreina roosevelti Machado & Monne, 2011
- Anoreina triangularis (Martins & Galileo, 2005)